# Никритин, Соломон Борисович
Соломо́н Бори́сович Никри́тин (30 ноября [12 декабря] 1898, Чернигов — 3 декабря 1965, Москва) — советский художник, критик и теоретик искусства, представитель направления русского авангарда в ранних работах.

## Биография
Родился в Чернигове в семье зубного врача, еврей. Учился в Киевском художественном училище и студии А. Мурашко (1909—1914), частной школе Л. О. Пастернака в Москве, мастерской А. Е. Яковлева в Петрограде.
В 1917 вернулся в Киев, посещал школу-студию Александры Александровны Экстер. В 1920-м году участвует в конкурсе на лучший военно-политический плакат для Красной Армии и получает вторую премию. В этом же году участвует в оформлении балетной постановки Бр. Нижинской. Летом 1920-го, в связи с наступлением на Киев польско-украинских войск, эвакуировался в Харьков, где по счастливому стечению обстоятельств, вместе с художником К. Редько они показали свои работы А. В. Луначарскому. Нарком снабдил их рекомендательными письмами в Москву для продолжения образования, во ВХУТЕМАСе.
Осенью 1920-го Никритин поступил во ВХУТЕМАС в класс Василия Кандинского.
К 1922 сформулировал новое направление искусства «Проекционизм» и основал «Проекционный театр», основанный на идеях биомеханики. К 1924 в группу «проекционистов» входили: Климент Редько, Сергей Лучишкин, Александр Тышлер, Михаил Плаксин, Николай Тряскин. Группа ярко выступила на «Первой Дискуссионной выставке активного революционного искусства» в Москве (1924).
В начале 1920-х годов Никритин завоевал в Москве первую премию на конкурсе проектов оформления Красной площади к Третьему конгрессу Коминтерна.
Работает над разработкой и созданием программы нового аналитического искусствознания. В 1925 Никритин официально назначен руководителем «Аналитического кабинета» Музея живописной культуры в Москве, работает в этой должности вплоть до его закрытия в 1929.
В 1930-е годы он был главным художником Политехнического музея и Всесоюзной сельскохозяйственной выставки, ныне ВДНХ.
В 1934 пишет свою самую известную картину «Суд народа» (Третьяковская галерея). В 1935 представляет на суд «Всекохудожника» картину «Старое и новое», после скандала чудом остается на свободе. Прекращает экспериментальное творчество, не выставляется на выставках.
В годы Великой Отечественной войны активно участвовал с женой в подготовке «Окна ТАСС».
Соломон Никритин стал одним из любимых художников коллекционера Георгия Костаки, благодаря которому сохранилось много работ художника.
Персональные выставки художника состоялись в 1926 и 1927 гг. в музее живописной культуры в Москве. В 1932 — Выставка произведений Ахметьева, Прусакова и Никритина прошла в московском Клубе мастеров искусств. Персональная выставка «Живопись и графика С. Б. Никритина за 1951—1955 гг.» была организована в выставочном зале МОСХа. Посмертная выставка С. Б. Никритина прошла там же в 1969 году. Персональная большая выставка Соломона Никритина «Сферы света, станции тьмы» состоялась в Салониках в 2004 году. А в 2007 c 1 июня по 9 сентября выставка его работ «Соломон Никритин. Живопись и графика 1920—1930-х.» проходила в залах временных выставок Третьяковской галереи Архивная копия от 30 декабря 2014 на Wayback Machine.
Награждён медалями: «За победу над Германией» (1945), «В память 800-летия Москвы» (1948).
Умер в 1965 году. Похоронен на Востряковском кладбище.

## Семья
- Сестра — Анна Борисовна Никритина (1900—1982), актриса БДТ, жена поэта Анатолия Мариенгофа.
- Жена — Дора Израилевна Каждан (1899—1975)